# Wesley Thomas
Wesley Alexander Nevada Thomas (n. 23 ianuarie 1987, Barking, Londra, Anglia) este un fotbalist englez ce evoluează la clubul AFC Bournemouth.